# 布拉維夫希納
50°31′11″N 32°47′59″E / 50.51972°N 32.79972°E
布拉維夫希納（烏克蘭語：Булавівщина），是烏克蘭北部的村莊，隸屬切爾尼希夫州的普里盧基區。該村面積0.14平方公里，海拔高度161米，2006年人口11，人口密度每平方公里78.57人。